# دجالكا (الشيشان)
دزهالكا (بالروسية: Джалка) هي مدينة في جمهورية الشيشان في روسيا. ويبلغ عدد سكانها حوالي 6791 نسمة.